# Apogon rufus
Apogon rufus es una especie de pez de la familia de los apogónidos en el orden de los perciformes.

## Morfología
Los machos pueden llegar a alcanzar los 8 cm de longitud total.

## Distribución geográfica
Se encuentran desde las Islas Ryukyu hasta Fiyi.